# Geránia (ort)
Geránia är en ort i Grekland.   Den ligger i prefekturen Nomós Larísis och regionen Thessalien, i den centrala delen av landet, 260 km nordväst om huvudstaden Aten. Geránia ligger 478 meter över havet och antalet invånare är 379.
Terrängen runt Geránia är kuperad åt nordväst, men åt sydost är den platt.Runt Geránia är det ganska glesbefolkat, med 35 invånare per kvadratkilometer. Närmaste större samhälle är Livádi, 13,0 km norr om Geránia. Trakten runt Geránia består till största delen av jordbruksmark.